# Pyrausta griseofumalis
Pyrausta griseofumalis là một loài bướm đêm trong họ Crambidae.